# Културни предео долине Орхона
Долина Орхона се простире дуж обала реке Орхон у средишњој Монголији, око 360 км западно од главног града Улан Батора. 
Долина Орхона је вековима била седиште степских владара Монголије (и шире) о чему сведоче најстарији рунски натписи владара Гектирк царства из 8. века, Билге Кана. Његова номадска престоница (Ерди), се налазила у сенци свете планине Етикен (за коју се веровало како је дом духова-предака кагана и бегова и како захваљујући њеном ваздуху владари долазе на власт), око 40 км северно од стеле с натписима. Када је долином домирао народ Кидани стели је додан превод на још три језика како би се забележиле њихове заслуге.
Поред туркијских споменика гектирских владара, Билге Кана и Кул Тигина, и споменутих орхонскин натписа, у Долини Орхона налазе се и бројни други историјски споменици:
- Остаци Кар Балгаса, престонице Ујгурског каганата из 8. века.
- Рушевине Каракорума, престонице Џингис-кана, првог владара Монголског царства.
- Самостан Ердене Зу, први будистички самостан у Монголији којег је делимично уништила комунистичка власт 1937—40.
- Пустињски самостан Тувун на 2,600 метара надморске висине, такође делом уништен
- Остаци монголске палате на брду Доит из 13. и 14. века; вероватно резиденција Егедеј Кана.

Због тога је културни предео долине Орхона уписан на УНЕСКО-в Списак места Светске баштине у Азији и Аустралазији 2004. године.
- Реконструкција некадашњег изгледа Каракорума
- Остаци западних врата Кар Балгаса
- Самостан Ердене Зу
- Храмови самостана Ердене Зу у Карокоруму
- Модерна реконструкција "фонтане сребрног дрвета" из палате у Ксанаду (Каракорум)